# Baredo
Baredo (llamada oficialmente Santa María de Baredo) es una parroquia del municipio español de Bayona, en la provincia de Pontevedra, Galicia.

## Toponimia
La parroquia también es conocida por los nombres de Nosa Señora da Cela de Baredo,[cita requerida], Santa María da Cela de Baredo[cita requerida] y Santa María P. de Baredo.

## Geografía
Limita con las parroquias de Santa Marina de Baíña, Santa Eugenia de Mougás y Santa María de Bayona. La correspondiente parroquia eclesiástica pertenece al arciprestazgo del Miñor de la diócesis de Tuy-Vigo. Está atravesado por el arroyo de las Tres Regueiras, también llamado río Fraga. Está rodeado de Barranco de Currelos, Outeiro do Home, Outeiro do Galo, Os Marcos, Os Pousos y Cabo Silleiro. En su orilla rocosa, hay islotes como A Carral o As Negras, lugares de naufragios locales.

## Historia
De acuerdo con algunos sitios arqueológicos en la montaña de Portela, encontramos una supuesta "civitas antiqua" y el resto de la calzada romana La Guardia-Vigo, en lugar de Cresteláns. Existía en el barrio de Cela una capilla de cuyas primeras referencias escritas datan de 1551, aunque se dice que ya existía a finales del siglo XV. Baredo también estaba ligado, como el resto de las parroquias, al Monasterio de Oia. Las primeras referencias escritas son del siglo XII, donde se dice que Alfonso VII dona al Monasterio de Oia la ermita de San Cosme con sus tierras y las ciudades de Erizana y Varedo. También en 1162, cuando Fernando II de León y Galicia dona a Nuño Díaz todo lo que está en Baíña y Varedo; y en el año 1222, donde Juan Chrisno vende Oia la heredad de Varedo, la cuarta parte de la agro Emir y la granja de A Muar; y en el año 1266, donde D. Romero Varedo cambia con la parte Monasterio de Oia de sus posesiones y los venden en otra serie sólidos 300. Después de la aparición de Nuestra Señora de la Cela, Varedo se vuelve importante. Por lo tanto, se hace independiente de la parroquia de Bain en 1812. En el siglo XX, a saber, el 16 de octubre de 1936, fueron fusilados nueve vecinos. Desde entonces, el lugar donde fueron asesinados se llama "A Volta dos Nove". El 25 de marzo de 2012, se celebró el bicentenario de la declaración de Baredo como parroquia; el ayuntamiento de Bayona le concedió la Medalla de Oro.
Apenas hay referencias escritas sobre el origen de la parroquia. En lugar de Cresteláns sigue habiendo una calzada romana. El nombre de lugar Baredo aparece en documentos antiguos escritos como Varedo. Según Juan Martínez Tamuxe podría derivar de la prerromana raíz * Bar ("top", "altura") y de acuerdo con el profesor Antonio Losa, viene de la palabra "banda" (correo electrónico, estación postal o lugar de paso de correo), además se añade la existencia de nombres de Portela y Os Portelos.

## Organización territorial
La parroquia está formada por doce entidades de población:
- Agro (O Agro)
- Bouza
- Cadeiras (As Cadeiras)
- Cancelo (O Cancelo)
- Caneiro (O Caneiro)
- Carballo (O Carballo)
- Lombo (O Lombo)
- Portelos (Os Portelos)
- Puente (Ponte)(A Ponte)
- Río (O Río)
- Rocamar
- Torre	(A Torre)

## Demografía
| Gráfica de evolución demográfica de Baredo entre 2000 y 2023 |
|                                                              |
| Datos según el nomenclátor publicado por el INE.             |

## Patrimonio

### Senda fluvial Regato das Tres Regueiras - Molinos de Baredo
El río Fraga, también llamado Regato das Tres Regueiras nace cerca del Monte de Baredo y termina en la ensenada Bombardeira. En sus últimos metros, se encuentra a un paseo de madera que bordea el río. Como muchos otros ríos gallegos, posee varios molinos de agua, utilizados para moler el grano. De los ocho, tres reconstruido (Cogulado de Arriba, Cogulado del Medio y Cogulado de Abajo), los otros cinco están en condiciones terribles.
La ruta tiene paneles que señalizan el paseo, discurre por un paisaje de entorno natural, aunque afectada por la urbanización. Tienen un gran valor etnográfico y biológico, principalmente aves como cárabos, lechuzas, gaviotas o aves de río gallegas; anfibios como ranas verdes , salamandras... y flora : escobas , tojos , helechos y especies invasoras: lirio de agua (también llamado laurel). También completa con pequeños roedores , tales como ratas , topos y erizos rata de agua y el omnipresente eucalipto .

### La Virgen de La Cela
Según la tradición, la Virgen de La Cela llegó por mar en el siglo XVI. Después de que el rey Enrique VIII ordenara quemar y destruir todas las estatuas religiosas en su país, algunos dejaron caer al mar las imágenes para salvarlas. La imagen fue llevada hasta La Cela, donde levantaron una pequeña ermita. Sin embargo, la imagen fue trasladada a Bahiña, donde estaba la iglesia parroquial, pero según la leyenda, el carro que lleva a la Virgen no quiso andar, y la Virgen se quedó en Baredo. En 1812, se finaliza la iglesia actual, donde todavía se venera a la Virgen de La Cela.